# Federazione di softball della Russia
La Federazione russa di softball (in russo Федерация софтбола России?) è un'organizzazione fondata per governare la pratica del softball in Russia.
Organizza il campionato di softball russo, e pone sotto la propria egida la nazionale di softball femminile.